# Fosse 15
Fosse 15 est un roman d'Albert Crémieux publié en 1930,.
Le livre a pour cadre l'ex-bassin minier du Pas-de-Calais, et précisément les villes de Lens et Liévin.
Son auteur étant communiste, il fait partie de la liste Otto des ouvrages bannis sous l'Occupation.

## Résumé
Pierre Ansselin, maçon de Bobigny, quitte sa région pour s'installer dans le Pas-de-Calais et y devenir mineur. Il découvre le métier auprès du porion Vergès, de l'ingénieur Varenne, du vieil Armand, mineur illettré mais grand connaisseur de son métier, ou de Pozner, ouvrier venu de Pologne. Il épousera une jeune lampiste, Sophie Commaert, mais leur mariage, endeuillé par la mort d'un jeune enfant, ne sera pas heureux.
Documenté avec une grande minutie, le roman expose fidèlement les techniques d'extraction de la houille dans l'entre-deux-guerres et évoque un contexte social oppressant, autour d'une mono-industrie qui paie mal sa main-d'œuvre.

## Édition
- Nouvelle société d'édition,  in-12° br. 255 p., Paris, 1930. (ASIN B003WPJUBK)